# Irish Independent
Irish Independent er den bedst sælgende avis i Irland, der højst usædvanligt bliver udgivet i både broadsheet- og tabloidformat. De to formater udkommer i et samlet oplag på 164.302 eksemplarer.
Avisen blev grundlagt af William Martin Murphy i 1905 som efterfølger til Daily Irish Independent, der i 1890'erne havde støttet Charles Stewart Parnell. Murphy var Parnell-modstander.
Påskeopgøret i 1916 blev beskrevet som "sindssygt" og "kriminelt" og avisen opfordrede til, at lederne blev henrettet. En gruppe på 20 medlemmer af IRA ødelagde avisens trykkeri i december 1919 grundet avisens kritiske linje i forhold til IRA samt dens dækning af angrebet på Irlands statholder i 1919. Den traditionelt nationalistiske avis Freeman's Journal blev overtaget af og fusioneret med Irish Independent i 1924.